# Distilleerderij T.H. Ritman

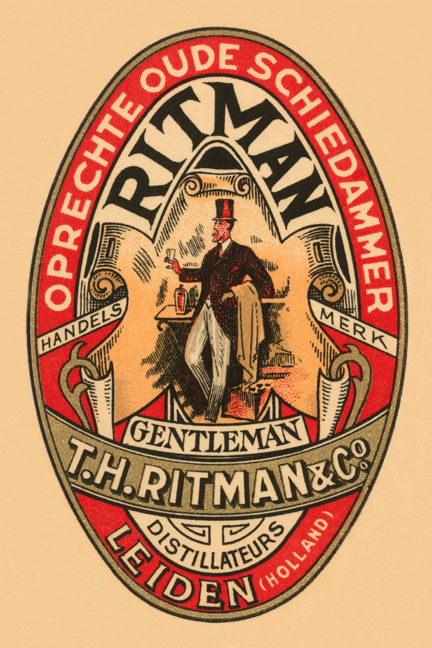
Etiket van Gentleman; T.H. Ritman & Co.

Distilleerderij T.H. Ritman (later: Distilleerderij " De Valk" v/h T.H. Ritman & Co.) was een jeneverdistilleerderij in Leiden in de 19e en 20e eeuw. Het familiebedrijf kwam via overname door Hartevelt in 1935 en Lucas Bols in 1968 in andere handen terecht.

## Leiden
Op de jeneverkruiken van T.H. Ritman, die op 15 mei  1883 van Schiedam naar Leiden verhuisde en het reeds bestaande bedrijf "De Valk" uit 1855 overnam, staat: Anno 1855-Oude Hollandsche Schiedammer Gentleman-T.H. Ritman-Distillateur Leiden Holland (Ritman gebruikte dus het stichtingsjaar van "De Valk") en op zijn jeneverflessen o.a.: Oprechte Oude Schiedammer Gentleman en uiteraard: T.H. Ritman. Hij was een brander-jeneverstoker. In het blad De Rijnbode van 26 augustus 1888 en 19 januari 1890 staan advertenties van het bedrijf. Bij de eerste advertentie is sprake van Oude Hollandsche Jenever, merk "Gentleman", uit de fabriek van T.H. Ritman, distillateur in Leiden. Deze is verkrijgbaar in massieve kistjes van 6 en 8 halve literflessen, alsmede in losse hele en halve literflessen. De echtheid wordt gegarandeerd door cachet op kurk en fles. De tweede advertentie spreekt over de gistfabriek "De Valk", opgericht in 1855, van T.H. Ritman, gistfabrikant te Leiden, die bij de jenevergist ook spiritusgist levert in verpakkingen van halve kilo's. Jenevergist voor 30 cts. per kilo en spiritusgist voor 52 cts. per kilo. Kantoor: Baatstraat (Oostdwarsgracht). Deze advertentie is gericht aan de broodbakkers. Ritman Gentleman, afgebeeld op affiches, kruiken en flessen, is gebaseerd op het Cosmopoliet mannetje van J.J. Melchers Wz. Etiketten vermelden merknamen als Oprechte Oude Schiedammer en Schiedam Aromatic Schnapps.

## Distilleerderij "De Valk" v/h T.H. Ritman & Co.
T.H. Ritman begon in Leiden aan de Langegracht 95 en Baatstraat 5 de Stoomgistfabriek en Distilleerderij "De Valk" v/h T.H. Ritman & Co. T.H. Ritman trok zich in 1910 terug en vervolgens dreven zijn zonen J.A. Ritman en G. Ritman de zaak onder de naam "De Valk" v/h T.H. Ritman & Co. Het bedrijf richtte zich zowel op de binnenlandse als buitenlandse markt. Na de dood van G. Ritman ging de zaak achteruit, mede door de heersende crisis. In 1930 trad J.A. Ritman af als directeur. In zijn plaats werd W.J. van der Heijden benoemd tot de nieuwe directeur. F.H. Ritman, zoon van de afgetreden directeur, werd benoemd tot adjunct-directeur.
Lokale concurrent distilleerderij "De Fransche Kroon", v/h Hartevelt & Zoon, eveneens gevestigd op de Langegracht, nam in 1935 voor het bedrag van ƒ 37.500 de distilleerderij "De Valk" over. T.H. Ritman maakte dit niet meer mee, want hij overleed in 1929 op 90-jarige leeftijd in Leiden.

## Woonadressen van T.H. Ritman
Deze worden in chronologische volgorde vermeld. Niet alles is bekend.
- Eerste adres niet bekend
- Breestraat 47
- Oude Singel 242
- Witte Singel 73
- Oude Singel 160a
- Hogewoerd wijk 3, nr.113
- Nieuwe Rijn 40

## Naslagwerk
De Ritman Jenever- en Likeurstokerijen (Allan Ritman; 2024)